# Harry Leask
Harry Leask (Edimburgo, 16 de octubre de 1995) es un deportista británico que compite en remo.
Participó en los Juegos Olímpicos de Tokio 2020, obteniendo una medalla de plata en la prueba de cuatro scull.
Ganó una medalla de plata en el Campeonato Mundial de Remo de 2022 y una medalla de bronce en el Campeonato Europeo de Remo de 2018.

## Palmarés internacional
| Juegos Olímpicos   | Juegos Olímpicos         | Juegos Olímpicos  | Juegos Olímpicos |
| Año                | Lugar                    | Medalla           | Prueba           |
| ------------------ | ------------------------ | ----------------- | ---------------- |
| 2020               | Tokio (Japón)            | Medalla de plata  | Cuatro scull     |
| Campeonato Mundial |                          |                   |                  |
| Año                | Lugar                    | Medalla           | Prueba           |
| 2022               | Račice (República Checa) | Medalla de plata  | Cuatro scull     |
| Campeonato Europeo |                          |                   |                  |
| Año                | Lugar                    | Medalla           | Prueba           |
| 2018               | Glasgow (Reino Unido)    | Medalla de bronce | Doble scull      |